# Breyton
Breyton je njemački tuner automobila isključivo orijentiran na vozila marke BMW. Breyton je 1982. osnovao Edmund Breyton. Sjedište tvrtke je u gradu Stockach u njemačkoj pokrajini Baden-Württemberg.